# Birgit Keppler
Birgit Keppler (* 26. August 1963 in Pfullingen als Birgit Stein) ist eine ehemalige deutsche Freestyle-Skierin. Sie war auf die Disziplin Buckelpiste spezialisiert.

## Karriere
Birgit Keppler gab am 1. März 1986 beim Rennen in Oberjoch ihr Debüt im Weltcup, wo sie den 18. Rang belegte. Drei Jahre später wurde sie bei den Freestyle-Skiing-Weltmeisterschaften ebenda Siebte. Ihr bestes Weltcup Ergebnis erzielte sie am 18. Januar 1991 in Breckenridge (Colorado) als sie hinter der US-Amerikanerin Donna Weinbrecht den zweiten Rang belegte. Bei den Olympischen Winterspielen 1992 in Albertville belegte sie den fünften und vier Jahre später bei den Winterspielen in Lillehammer den 20. Platz.
Nach ihrer Karriere war sie von 2002 bis 2016 bei ihrem Heimatverein, dem VfL Pfullingen, Mitglied des Hauptausschusses und seit 2001 ist sie stellvertretende Abteilungsleiterin der Skiabteilung des Vereins.
Des Weiteren ist Keppler seit 2003 als Präsidiumsmitglied der FöGe Olympiastützpunkt Stuttgart e. V. tätig.

## Berufliches
Keppler studierte nach ihrer abgeschlossenen Bauzeichnerausbildung an der Universität Stuttgart von 1985 bis 1992 Architektur. Seit 2004 ist sie als freie Architektin in Pfullingen tätig.